# Jule Styne
Jule Styne (nato Julius Kerwin Stein; Londra, 31 dicembre 1905 – Manhattan, 20 settembre 1994) è stato un musicista e compositore britannico naturalizzato statunitense.
Emigrò ancora bambino negli Stati Uniti, quando la sua famiglia vi si trasferì dal Regno Unito nel 1912.
Fu autore di musical di successo, come Gypsy e Funny Girl. Collaborò con grandi nomi come Stephen Sondheim e Sammy Cahn.
Nel 1972 il suo nome fu inserito nella Songwriters Hall of Fame.

## Filmografia
- Susanna agenzia squillo (Bells Are Ringing), regia di Vincente Minnelli (1960)

## Spettacoli teatrali
- Peter Pan (Broadway 1954)
- Sugar (A qualcuno piace caldo) (Broadway 1972)